# 태국 왕립 공군

태국 왕립 공군(Royal Thai Air Force, RTAF, 태국어: มท้พมม้มศไท้, RTGS: Kong Thap Akat Thai)은 태국 왕국의 공군이다. 1913년 아시아 최초의 공군 중 하나로 창설된 이래, 태국 왕립 공군은 수많은 크고 작은 전투에 참여해 왔다. 베트남 전쟁 기간 동안 RTAF에는 미국 공군(USAF) 지원 장비가 공급되었다.

## 같이 보기
- 태국 왕립 공군 박물관
- 태국 왕립군
- 태국 왕립 육군
- 태국 왕립 해군